# Du är en bön
Du är en bön är en svensk psalm med text och musik skriven 1992 av prästen Ingmar Johánsson. Psalmen publicerades för första gången i mässan Mysterium från 1995. Textens första vers bygger på Matteusevangeliet 18:1, andra versen på Psaltaren 46:11-12, Johannesevangeliet 14:1 och Hebreerbrevet 4:15 och tredje versen på Matteusevangeliet 4:19.

## Publicerad i
- Mysterium. En mässa om livets insida, 1995.[1]
- Se hur gudsvinden bär, 2006.[1]
- Psalmer och Sånger 1987 som nummer 821 under rubriken "Att leva av tro - Stillhet - meditation".[2]
- Verbums psalmbokstillägg 2003 som nummer 762 under rubriken "Att leva av tro: Bönen".[1]
- Ung psalm som nummer 51.[1]